# Keichō-Nankaidō-Erdbeben 1605
Das Keichō-Nankaidō-Erdbeben (jap. 慶長地震, Keichō jishin) war ein schweres Erdbeben, das sich am 3. Februar 1605 (traditionell: Keichō 9/12/16) gegen 20 Uhr östlich vor Japan, vor der Südküste von Honshū, ereignete. 
Das Beben erreichte eine Magnitudenstärke von geschätzt 7,9. Durch das Erdbeben wurde ein Tsunami ausgelöst, der entlang der Küsten der Bōsō-Halbinsel Höhen von bis zu 30 Metern erreichte und welcher unter anderem die Südküsten von Kinki und Chūbu sowie die Ostküste von Shikoku schwer verwüstete. In Hirogawa in der Präfektur Wakayama wurden rund 700 Häuser ins Meer gerissen. Die Burg Kakegawa in der Provinz Tōtōmi wurde zudem schwer beschädigt. 
Über die Zahl der Opfer gibt es keine gesicherten Angaben, Schätzungen gehen jedoch von mehr als 5.000 Toten aus, die alleine dem Tsunami zuzuschreiben sind. Alleine in der Stadt Shishikui (Präfektur Tokushima) sollen 3.600 Menschen ertrunken sein.